# Supremacia papal

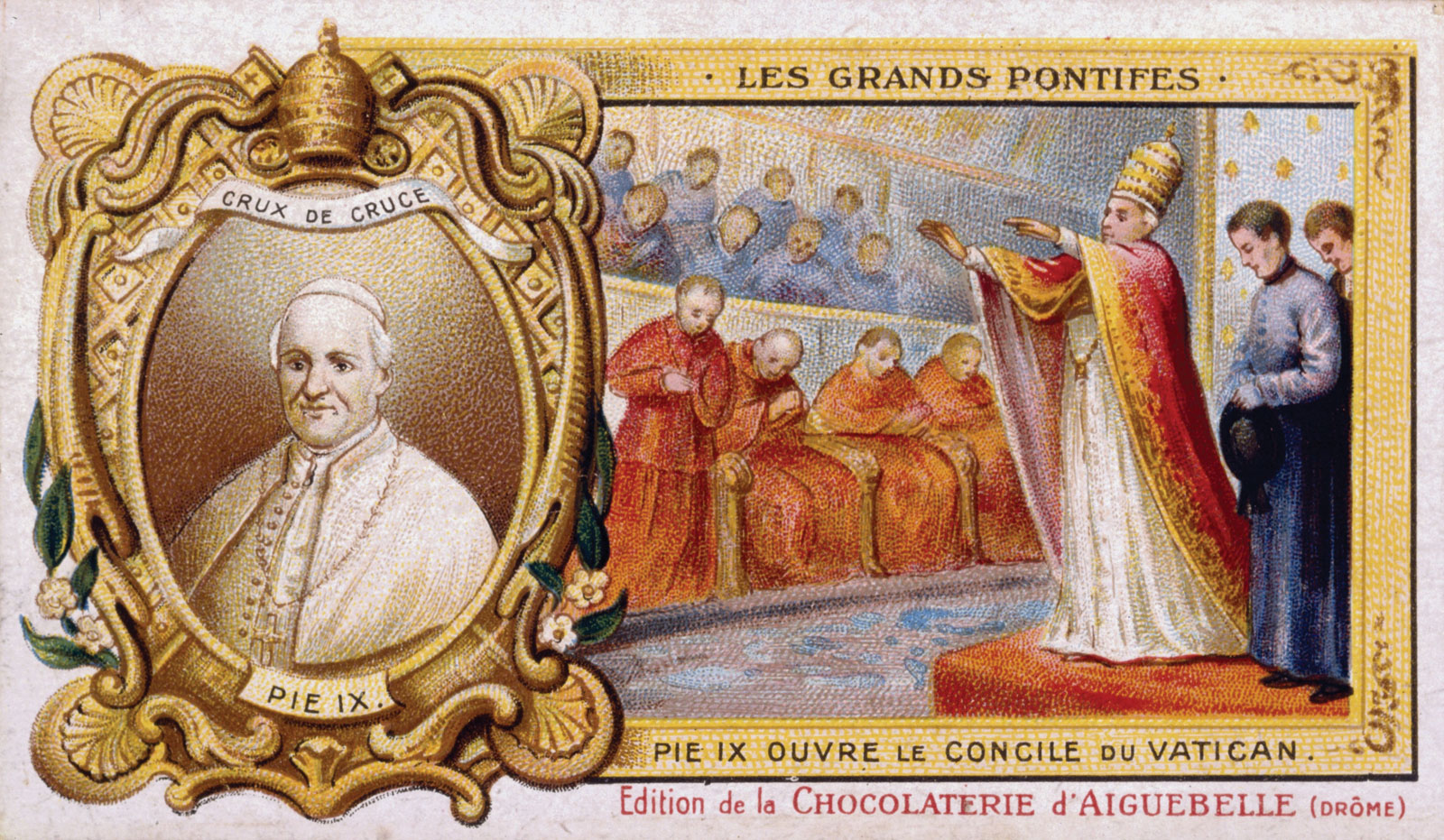
Pio IX abrindo o Concílio Vaticano I, ilustração. É durante este concílio que a supremacia papal foi proclamada um dogma.

A supremacia papal é a doutrina da Igreja Católica de que o Papa, em razão de seu cargo de Vigário de Cristo, como base visível e fonte de unidade e como pastor de toda a Igreja Católica, tem poder total, supremo e universal sobre toda a Igreja, um poder que ele sempre pode exercer sem impedimentos: que, em resumo, "o Papa desfruta, por instituição divina, de poder supremo, pleno, imediato e universal no cuidado das almas".
A doutrina teve o maior significado na relação entre a igreja e o estado temporal, em questões como privilégios eclesiásticos, ações de monarcas e até sucessões.

## Instituição de supremacia papal

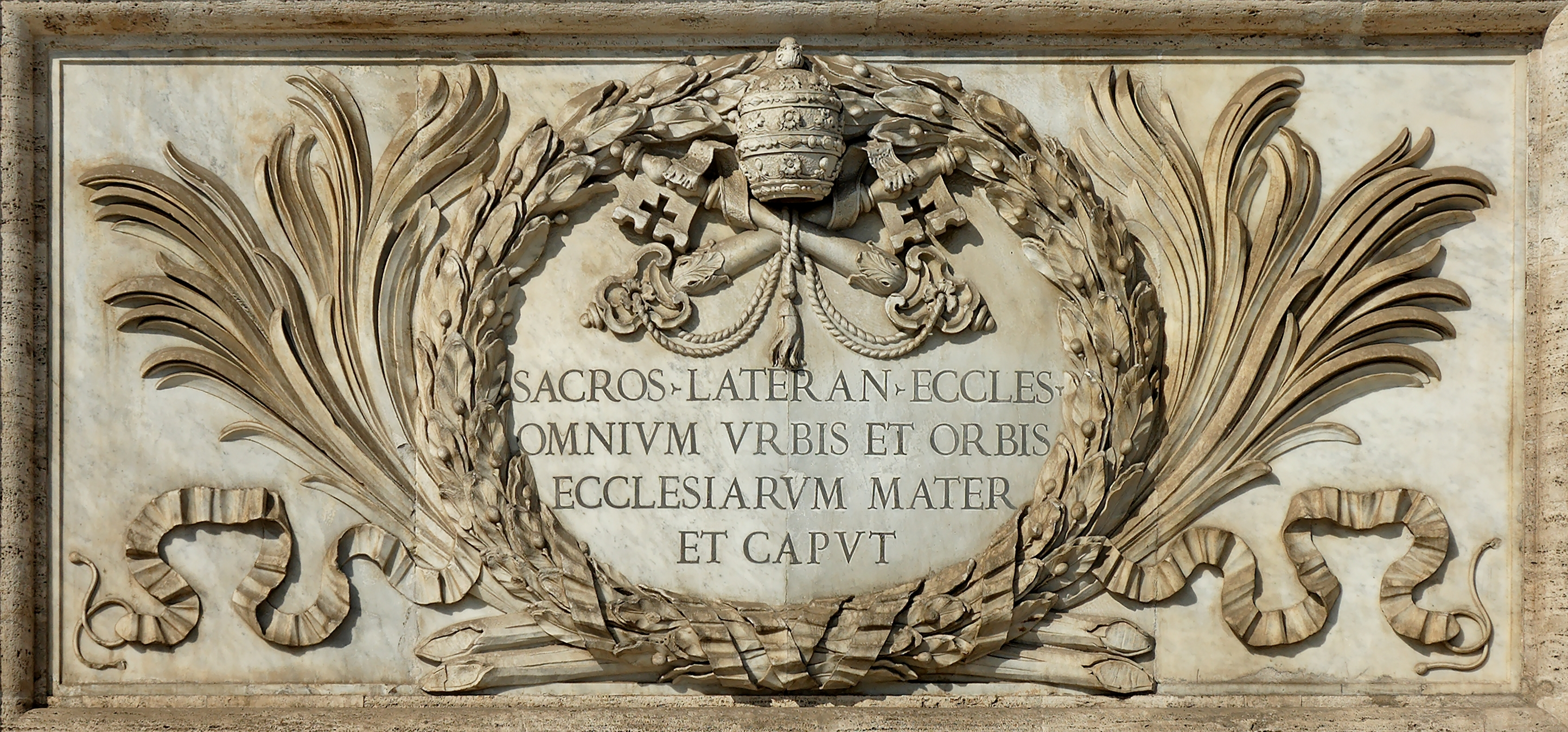
Inscrição em frente à Arquibasílica de São João de Latrão, igreja catedral do Bispo de Roma: Sacros (anc), Lateran (ensis) eccles (ia) omnium urbis et orbis ecclesiarum mater et caput, que significa "Santíssima Igreja Lateranense, de todas as igrejas da cidade e do mundo, a Mãe e a Cabeça"

A doutrina católica da supremacia papal baseia-se na afirmação dos Bispos de Roma de que foi instituída por Cristo e que a sucessão papal remonta ao apóstolo Pedro, no século I. A autoridade para a posição deriva da Confissão de Pedro documentada em Mateus 16,17-19, quando, em resposta ao reconhecimento de Pedro de Jesus como o Messias e Filho de Deus, que muitos se relacionam com a divindade de Jesus, Jesus respondeu:

Bendito sejas tu, Simon Bar-Jona. Porque a carne e o sangue não te revelou isto, mas o meu Pai que está no céu. E eu te digo que tu és Pedro, e sobre esta pedra edificarei a minha igreja, e os poderes da morte [portas do inferno] não prevalecerão contra ela. Eu te darei as  chaves do reino dos céus, e tudo o que ligares e desligares na terra será ligado no céu, e tudo o que desligares na terra será desligado no céu.
A mesma tradição histórica da igreja primitiva afirma que Pedro era bispo de Antioquia antes de viajar para Roma. Portanto, pode-se argumentar que o Bispo de Antioquia poderia reivindicar a mesma sucessão apostólica de Cristo a Pedro e aos Bispos de Antioquia posteriores, como afirma o Bispo de Roma. No entanto, o bispo de Antioquia, Santo Inácio de Antioquia, por volta do ano 100, descreveu a Igreja de Roma como "presidindo" e "ocupando o primeiro lugar".
Estudiosos como Francis A. Sullivan dizem que não havia um único "bispo" de Roma até bem depois do ano 150 d.C., e que não havia papado nos três primeiros séculos. Sullivan "expressou concordância com o consenso de estudiosos de que as evidências disponíveis indicam que a igreja de Roma foi liderada por um colégio de presbíteros, em vez de um único bispo, por pelo menos várias décadas do século II". A pesquisa do historiador jesuíta Klaus Schatz o levou a dizer que: "Se alguém perguntasse a um cristão no ano 100, 200 ou mesmo 300 se o bispo de Roma era a cabeça de todos os cristãos ou se havia um bispo supremo sobre ele "todos os outros bispos e tendo a última palavra em perguntas que afetam toda a Igreja, ele ou ela certamente teria dito que não". Mas ele acredita que 'muito rapidamente surgiu um presidente ou 'primeiro entre iguais'''.
Nos três primeiros séculos do Cristianismo, a igreja em Roma interveio em outras comunidades para ajudar a resolver conflitos. O Papa Clemente I fez isso em Corinto no final do primeiro século. No terceiro século, o papa Cornélio convocou e presidiu um sínodo de 60 bispos africanos e orientais, e seu rival, o antipapa Novaciano, alegou ter "assumido o primado".
No complexo desenvolvimento da supremacia papal, duas grandes fases podem ser observadas.

### Primeira fase da supremacia papal
Irineu de Lyon acreditava no século II que Pedro e Paulo haviam sido os fundadores da Igreja em Roma e nomeado Lino como bispo sucessor.
Desde o início de seu papado em 401, o papa Inocêncio I era visto como o árbitro geral das disputas eclesiásticas no Oriente e no Ocidente. Durante seu papado, a Sé apostólica romana foi vista como o recurso final para a solução de todas as disputas eclesiásticas. Suas comunicações com Victricius de Rouen, Exupério de Toulouse, Alexandre de Antioquia e outros, bem como suas ações sobre o apelo feito por ele por João Crisóstomo contra Teófilo de Alexandria, mostram que oportunidades desse tipo eram numerosas e variadas.
O papa Leão I contribuiu significativamente para a centralização da autoridade espiritual dentro da Igreja e para reafirmar a autoridade papal. O bispo de Roma tornou-se gradualmente visto como o patriarca-chefe da igreja ocidental. Em várias ocasiões, Leão foi convidado a arbitrar disputas na Gália. Um deles envolveu Hilário de Arles, que se recusou a reconhecer o status judicial de Leão. Leão apelou para a prática passada: "E assim queremos que se lembrem, irmãos, como nós, que a Sé Apostólica, tal é a reverência em que é celebrada, foi por vezes referida e consultada fora de número pelos padres da vossa província, bem como por outros, e nos vários assuntos de recurso, como o uso antigo exigia, inverteu ou confirmou decisões: e assim 'foi mantida a unidade do espírito no vínculo da paz' Efésios 4, 3…" Sentindo que os direitos primários do bispo de Roma estavam ameaçados, Leão apelou ao poder civil por apoio e obteve, de Valentiniano III, um decreto de 6 de junho de 445, que reconheceu a primazia do bispo de Roma com base nos méritos de Pedro, a dignidade da cidade e a legislação do Primeiro Concílio de Niceia; e providenciou a extradição forçada pelos governadores provinciais de qualquer bispo que se recusasse a responder a uma convocação a Roma.
Santo Papa Gelásio I, que serviu de 492 a 496, em uma controvérsia com Anastácio, o imperador bizantino, também lutou para manter a doutrina da supremacia papal. Essa disputa foi um ponto incipiente de conflito entre a Santa Sé e o Império.
Do final do século VI ao final do século VIII, houve uma mudança do papado para o Ocidente e sua fuga da subordinação à autoridade dos imperadores bizantinos de Constantinopla. Essa fase às vezes foi incorretamente creditada ao papa Gregório I (que reinou de 590 a 604), que, como seus antecessores, representou para o povo do mundo romano uma igreja ainda identificada com o império. Ao contrário de alguns desses antecessores, Gregório foi obrigado a enfrentar o colapso da autoridade imperial no norte da Itália. Como principal funcionário civil do império em Roma, coube a ele assumir a administração civil das cidades e negociar a proteção da própria Roma com os invasores lombardos que a ameaçavam. Outra parte dessa fase ocorreu no século VIII, depois que a ascensão da nova religião do Islã enfraqueceu o Império Bizantino e os lombardos renovaram sua pressão na Itália. Os papas finalmente buscaram apoio dos governantes francos do Ocidente e receberam do rei franco Pepino, o breve a primeira parte dos territórios italianos mais tarde conhecidos como Estados Papais. Com a coroação de Carlos Magno pelo papa Leão III, primeiro dos imperadores carolíngios, o papado também ganhou sua proteção.
Nas Cartas do Segundo Concílio Ecumênico de Niceia, a Igreja Romana é referida como a "cabeça de todas as igrejas" duas vezes; ao mesmo tempo, afirma que Cristo é o chefe da Igreja, e o apóstolo Pedro é chamado de "chefe [dos] apóstolos" — mas, quando listados com Paulo, são chamados de "principais apóstolos".

### Segunda fase da supremacia papal
De meados do século XI e estendendo-se até meados do século XIII, foi a segunda grande fase do processo de ascensão da supremacia papal à proeminência. Foi distinguido pela primeira vez em 1075 pelo ousado ataque de Gregório VII às práticas tradicionais, pelas quais o imperador controlava as nomeações para os ofícios mais elevados da igreja. O ataque gerou os prolongados conflitos civis e eclesiásticos na Alemanha e na Itália, conhecidos como Controvérsia da investidura. Em segundo lugar, foi distinguida em 1095 pelo lançamento das Cruzadas por Urbano II, que, na tentativa de libertar a Terra Santa do domínio muçulmano, reuniu sob liderança papal as energias agressivas da nobreza européia. Ambos os esforços, apesar de fracassados, aumentaram muito o prestígio papal nos séculos XII e XIII. Papas poderosos como Alexandre III (r. 1159–81), Inocente III (r. 1198–1216), Gregório IX (r. 1227–41) e Inocente IV (r. 1243–54) exerciam uma primazia sobre a igreja que tentou reivindicar uma supremacia jurisdicional sobre imperadores e reis em assuntos temporais e espirituais. Como escreve Matthew Edward Harris: "A impressão geral obtida é que o papado foi descrito em termos cada vez mais exaltados à medida que o século XIII progredia, embora esse desenvolvimento não fosse disjuntivo nem uniforme, e frequentemente respondia a conflitos, como contra Frederico II e Filipe, o Belo".
No início desta fase, a defesa da supremacia papal foi manifestada por Santo Anselmo de Canterbury (1093-1109). Anselmo insistia em seu direito e obrigação de ir a Roma para receber o pálio, simbólico de sua autoridade metropolitana. O rei Guilherme II da Inglaterra se recusou a permitir isso, pois ainda não havia reconhecido o papa Urbano II em oposição ao antipapa Clemente III, que havia sido instalado por Henrique IV, Sacro Imperador Romano. Um conselho foi realizado em Rockingham em 25 de fevereiro de 1095, onde Anselmo afirmou com ousadia a autoridade de Urbano em um discurso que dava testemunho à doutrina da supremacia papal. Os Lordes Espirituais, liderados pelo Bispo de Durham, alinharam-se com o rei, argumentando que o apoio de Anselmo ao papa Urbano II, apoiado pela França, contra o papa imperial Clemente III, fez dele um traidor do reino. Os Senhores Temporal recusaram e apoiaram Anselmo, na ausência de qualquer prova de crime. Dois anos depois, Anselmo novamente procurou ir a Roma. Dada a escolha entre permanecer e prever qualquer direito de apelo a Roma ou partir e o rei confiscar a Sé de Cantuária, Anselmo partiu em outubro de 1097.

### Galicanismo
O galicanismo foi um movimento no Reino da França para aumentar os direitos do Estado e prejudicar os direitos da Igreja Católica na França.
Um exemplo de galicanismo foi a disputa entre o rei Luís XIV da França e a Santa Sé sobre a aplicação da Concordata de Bolonha de 1516, após a extensão do droit de régale por Luís XIV em todo o Reino da França em 1673. A disputa levou à Declaração do Clero da França, de 1682 promulgada pela Assembléia do Clero de 1681. Os artigos afirmavam que o poder civil tem absoluta independência; que o papa é inferior ao Conselho Geral e que os decretos do Concílio de Constança ainda eram vinculativos; que o exercício da autoridade pontifical deve ser regulado pelos cânones eclesiásticos e que as decisões dogmáticas do papa não são irrevogáveis até que tenham sido confirmadas pelo julgamento de toda a Igreja. A constituição apostólica Inter multiplices pastoralis officii promulgada pelo papa Alexandre VIII em 1690 e publicada em 1691, anulou todo o processo da Assembléia de 1681 e declarou que a Declaração do Clero da França era nula, sem efeito e inválida. Em 1693, Luís XIV rescindiu os quatro artigos e "escreveu uma carta de retratação" ao papa Inocêncio XII. Os membros da Assembléia de 1681, que foram apresentados como candidatos a vagas episcopais vagas e foram recusados pela confirmação papal de sua nomeação, receberam a confirmação, em 1693, somente depois de terem rejeitado tudo o que a Assembléia de 1681 decretou em relação ao poder eclesiástico e à autoridade pontifícia.

### Primeiro Concílio Vaticano
A doutrina do primado papal foi desenvolvida em 1870 no Concílio Vaticano I, onde o ultramontanismo alcançou a vitória sobre o conciliarismo com o pronunciamento da infalibilidade papal (a capacidade do papa de definir dogmas livres de erros ex cathedra) e da supremacia papal, ou seja, jurisdição suprema, plena, imediata e universal do papa.
Em 1870, na constituição dogmática chamada Pastor Aeternus, o Primeiro Concílio Vaticano proclamou a supremacia papal como um dogma:
Segundo o testemunho do Evangelho, o primado da jurisdição sobre a Igreja universal de Deus foi imediata e diretamente prometido e dado ao Beato Apóstolo Pedro por Cristo o Senhor. […] De onde, quem sucede a Pedro nesta Sé, obtém pela própria instituição de Cristo a primazia de Pedro sobre toda a Igreja. […] A Igreja Romana possui uma superioridade de poder comum sobre todas as outras igrejas, e que este poder de jurisdição do Romano Pontífice, que é verdadeiramente episcopal, é imediato; ao qual todos, de qualquer rito e dignidade, tanto pastores como fiéis, tanto individual como colectivamente, estão obrigados, pelo seu dever de subordinação hierárquica e verdadeira obediência, a submeter-se não só em assuntos que pertencem à fé e à moral, mas também naqueles que pertencem à disciplina e ao governo da Igreja em todo o mundo, para que a Igreja de Cristo seja um só rebanho sob um só pastor supremo, através da preservação da unidade tanto da comunhão como da profissão da mesma fé com o Romano Pontífice. […] E uma vez que pelo direito divino do primado apostólico o Romano Pontífice é colocado sobre a Igreja universal, nós ainda ensinamos e declaramos que ele é o juiz supremo dos fiéis, e que em todas as causas, cuja decisão pertence à Igreja, se pode recorrer ao seu tribunal, e que ninguém pode reabrir o julgamento da Sé Apostólica, a não ser aquela cuja autoridade não há maior, nem qualquer outra legalmente pode rever o seu julgamento. Por isso se desviam do caminho certo quem afirma que é lícito recorrer dos acórdãos dos Pontífices Romanos para um Concílio Ecumênico, como a uma autoridade superior à do Pontífice Romano. — Concílio Vaticano I, ''Pastor Aeternus'', ch. I, III

#### Concílio Vaticano II
No Concílio Vaticano II (1962-1965), o debate sobre primazia e autoridade papal ressurgiu e, na constituição dogmática Lumen Gentium, os ensinamentos da Igreja Católica sobre a autoridade do papa, bispos e concílios foram aprofundados. O Vaticano II procurou esclarecer a eclesiologia declarada no Vaticano I. O resultado é o corpo de ensinamentos sobre o papado e o episcopado contidos no Lumen gentium.
O Vaticano II reafirmou tudo o que o Vaticano I ensinou sobre primazia papal, supremacia e infalibilidade, mas acrescentou pontos importantes sobre os bispos. Dizem que os bispos não são "vigários do pontífice romano". Antes, ao governar suas igrejas locais, eles são "vigários e legados de Cristo". Juntos, eles formam um corpo, um "colégio", cuja cabeça é o papa. Este colégio episcopal é responsável pelo bem-estar da Igreja Universal. Aqui estão, em poucas palavras, os elementos básicos da muito discutida eclesiologia da comunidade, que afirma a importância das igrejas locais e a doutrina da colegialidade.
Em uma passagem importante sobre a colegialidade, o Vaticano II ensina: "A ordem dos bispos é a sucessora do colégio dos apóstolos em seu papel de professores e pastores, e nele o colégio apostólico é perpetuado. Juntamente com a cabeça deles, o Sumo Pontífice, e nunca separados dele, eles têm autoridade suprema e completa sobre a Igreja Universal; mas esse poder não pode ser exercido sem o acordo do Romano Pontífice". Grande parte da discussão atual sobre o primado papal está preocupada em explorar as implicações dessa passagem.
O Vaticano II também enfatizou o sensus fidelium como veículo para a tradição viva, com a promessa de Pedro, assegurando que as portas do Hades não prevalecerão contra "ela", a Igreja, que é o povo que é a tradição viva. Portanto, a infalibilidade é "uma doutrina e uma ordem enraizadas e refletindo o sensus fidelium". Rahner insiste que as declarações de um papa dependem essencialmente de seu conhecimento do que a tradição viva mantém. Não há questão de revelação, mas de preservação do erro no exercício dessa supervisão. Essa tradição viva foi obtida da comunicação com todos os bispos nos dois casos em que o Papa definiu dogmas além de um Concílio, a Imaculada Conceição e a Assunção.

## Exemplos de supremacia papal
- O lançamento do papa Urbano II em 1095 das Cruzadas, que, numa tentativa de recuperar a Terra Santa e os territórios do Império Bizantino que haviam sido conquistados pelos muçulmanos turcos seljúcidas, ordenou a nobreza européia sob a liderança papal.
- O papado determinou quem eles desejavam ser o rei de várias terras pela coroação do papa Leão III de Carlos Magno, primeiro dos imperadores carolíngios, em vez de um homem se proclamar rei.

## Oposição

### Argumentos de oposição da história da igreja primitiva
- O Dictatus papae, que alguns atribuíram ao papa Gregório VII (século XI), afirma que "somente o pontífice romano pode, com razão, ser chamado de universal". Os papas não empregaram, com base nesse direito, o título "bispo universal". O papa Gregório I (século VI) condenou o uso pelo patriarca de Constantinopla deste título e até disse que quem o reivindica "é, em sua exaltação, o precursor do anticristo".[29] Gregório não estava de maneira alguma negando a jurisdição universal do bispo de Roma. John Norman Davidson Kelly escreveu que Gregório I "era infatigável… ao defender a primazia romana, e manteve com sucesso a jurisdição apelativa de Roma no leste… Gregório argumentou que a comissão de São Pedro (por exemplo, em Mateus 16,18f) fez todas as igrejas, incluindo Constantinopla, sujeitas a Roma".[30][31] Embora todo o bispo seja um sujeito do sollicitudo omnium Ecclesiarum,[a] em 1998, a Congregação para a Doutrina da Fé explicou que "No caso do Bispo de Roma — Vigário de Cristo, da maneira apropriada a Pedro como Chefe do Colégio dos Bispos — o sollicitudo omnium Ecclesiarum adquire força particular porque é combinada com o poder pleno e supremo da Igreja: um poder verdadeiramente episcopal, não apenas supremo, pleno e universal, mas também imediato, sobre todos os pastores e outros fiéis."[32] O próprio Gregório I, embora ele tenha afirmado a realidade da primazia do bispo de sua Sé Apostólica, o bispo que realizou o trabalho confiado a Pedro[33] rejeitou o uso do título "bispo universal", que ele chamou de "profano".[34]

### Argumentos de oposição dos Concílios da Igreja
- Nenhum concílio ecumênico foi convocado por um papa; todos foram chamados por imperadores bizantinos. Os escritos dos Padres da Igreja e os concílios ecumênicos nunca falam de nenhuma eleição papal.[35] "Os documentos da igreja primitiva nunca foram datados por um papa, e certamente os primeiros Padres nunca tiveram que submeter suas interpretações particulares ao imprimatur do Vaticano".[36]
- O Concílio de Cartago (419): Santo Agostinho de Hipona e São Aurélio de Cartago, neste concílio, condenaram o Papa Zósimo por interferir na jurisdição da Igreja Africana, falsificando o texto do cânon 5 do Primeiro Concílio de Niceia. Eles alertaram ainda o Papa Zósimo, e mais tarde o Papa Celestino I, para não "introduzir o orgulho vazio do mundo na Igreja de Cristo" e "manter o nariz romano fora dos assuntos africanos".[37][38][39] O Concílio decidiu que nenhum bispo pode se chamar "Príncipe dos Bispos" ou "Bispo Supremo" ou qualquer outro título que sugira Supremacia (Cânon 39). Também determinou que, se algum clero africano ousasse apelar para Roma, "o mesmo seria ipso facto expulso do clero". (Canon 34)[40]
- O Concílio de Calcedônia (451): o concílio determinou que os bispos de Roma e Constantinopla estavam em pé de igualdade, desfrutando das "mesmas" honras eclesiásticas (Cânon 28).[41] O Papa Leão I aprovou completamente os cânones deste concílio,[42] que este "Concílio Santo, Grande e Universal" simplesmente se dirigiu ao bispo de Roma como "arcebispo Leão".[43][44][45]
- O Segundo Concílio de Constantinopla (553): "O Papa Vigílio escreveu um tratado para consumo doméstico, mas o Quinto Concílio Ecumênico imediatamente forçou esse bispo romano a retratar suas opiniões heréticas, e seu sucessor, o Papa Pelágio, aprovou oficialmente essa decisão oriental".[46][47]
- Terceiro Concílio de Constantinopla (680-681): o Concílio condenou o Papa Honório postumamente "A Honório, herege, anátema"[48] e informou o então bispo vivo de Roma que seu antecessor "havia sido oficialmente anatematizado pela Igreja Católica: como herege, como pecador "e" como alguém que se afastou da fé".[49]
- Antes do Grande Cisma, todos os bispos de Roma ensinavam que os Concílios Ecumênicos estavam acima de qualquer bispo individual; portanto, "não há base para falar de um papado ou mesmo da ascensão do papado nos dias de hoje ou nos que se seguem".

Enquanto o Bispo de Roma lutava pela supremacia com o Bispo de Constantinopla, descobrimos que os Imperadores Orientais ainda mantinham um poder tremendo. Quase um século depois de Gregório, encontramos o papa Agáto. (678-681) ensinando "que o Imperador Augusto, como Sumo Pontífice da Igreja Católica, estava muito mais qualificado para interpretar as Escrituras do que o Bispo de Roma: 'Vossa Alteza é incomparavelmente mais capaz de penetrar no significado das Sagradas Escrituras do que Nossa Baixeza'". Neste momento os papas curvaram-se, ou até se ajoelharam diante dos imperadores orientais, e foram os imperadores que detinham o título de "Sumo Pontífice".

### Argumentos de oposição da doutrina ortodoxa oriental
O cardeal católico e teólogo Yves Congar declarou:
O Oriente nunca aceitou a jurisdição regular de Roma, nem se submeteu ao julgamento dos bispos ocidentais. Os seus apelos à ajuda de Roma não estavam relacionados com o reconhecimento do princípio da jurisdição romana, mas baseavam-se na opinião de que Roma tinha a mesma verdade, o mesmo bem. O Oriente protegeu ciosamente o seu modo de vida autônomo. Roma interveio para salvaguardar a observância das regras jurídicas, para manter a ortodoxia da fé e para assegurar a comunhão entre as duas partes da igreja, a sé romana representando e personificando o Ocidente… Segundo Roma um "primado da honra", o Oriente evitou basear este primado na sucessão e na presença ainda viva do apóstolo Pedro. Foi alcançado um "modus vivendi" que durou, embora com crises, até meados do século XI.

#### Entendimento ortodoxo oriental da catolicidade
O teste da catolicidade é a aderência à autoridade das Escrituras e depois pela Santa Tradição da igreja. Não é definido pela adesão a qualquer sé em particular. É a posição da Igreja Ortodoxa que nunca aceitou o papa como líder de jure de toda a igreja. Todos os bispos são iguais 'como Pedro', portanto, toda igreja sob cada bispo (consagrada em sucessão apostólica) é totalmente completa (o significado original da palavra católico — καθολικισμός, katholikismos, "de acordo com o todo").
Referring to Ignatius of Antioch, in Letter to the Smyrnaeans, "Que nada se faça sem o Bispo", escreveu Carlton:
Ao contrário da opinião popular, a palavra católica não significa "universal"; significa "inteiro, completo, sem nada". ...Assim, confessar a Igreja para ser católica é dizer que Ela possui a plenitude da fé cristã. Dizer, porém, que Ortodoxo e Roma constituem dois pulmões da mesma Igreja é negar que qualquer uma das Igrejas separadamente é católica em qualquer sentido significativo do termo. Isto não é apenas contrário ao ensino da Ortodoxia, é completamente contrário ao ensino da Igreja Católica, que se considerava verdadeiramente católica
A igreja está à imagem da Trindade e reflete a realidade da encarnação.
"O corpo de Cristo deve ser sempre igual a si mesmo... A igreja local que manifesta o corpo de Cristo não pode ser englobada em nenhuma organização ou colectividade maior que a torne mais católica e mais unida, pela simples razão de que o princípio da catolicidade total e da unidade total já lhe é intrínseco" 

### Discordância das diretrizes papais dos ocidentais
Desacordos com as diretrizes dos papas por grupos e indivíduos de alto escalão da tradição católica não se limitam aos séculos passados. Em 2005, o professor jesuíta católico John J. Paris desconsiderou uma diretiva papal sobre a eutanásia por falta de autoridade. Em 2012, John Wijngaards e um grupo de teólogos católicos apresentaram a Declaração de Autoridade dos eruditos católicos na Igreja, na qual defendem que "o papel do papado precisa ser claramente redefinido".